# Diether Stolze
Diether Stolze (* 5. Februar 1929 in Starnberg; † 24. Oktober 1990 in Bellinzona, Schweiz) war ein deutscher Journalist, Publizist, Regierungssprecher und Medienmanager. Stolze war u. a. Verleger und Mitherausgeber der Wochenzeitung Die Zeit.

## Leben
Stolze wurde als Sohn eines Journalisten geboren. Nach der Schule begann er ein Studium der Physik und durchlief eine journalistische Ausbildung. Er wurde Mitarbeiter der Abendzeitung aus München und verfasste Artikel für die Deutsche Illustrierte.
1963 ging er zur Wochenzeitung Die Zeit, wo er Leiter der Wirtschaftsredaktion wurde. Darüber hinaus war er stellvertretender Chefredakteur. Beim Norddeutschen Rundfunk (NDR) moderierte er das Wirtschaftsmagazin Plusminus 1975 und 1976. 1977 wurde er Verleger und ab 1979 Mitherausgeber (gemeinsam mit Marion Gräfin Dönhoff und Theo Sommer) der Zeit. Er galt politisch als CDU-nah.
Von 1982 bis 1983 war er Regierungssprecher und Chef des Presse- und Informationsamtes der Bundesregierung. Ab 1984 war er Medienberater der Niedersächsischen Landesregierung unter Ernst Albrecht (CDU). Darüber hinaus war er Mitarbeiter des Beirats für neue Medienfragen und ab 1983 wirtschaftspolitischer Berater von Helmut Kohl (CDU).
1986 wurde er geschäftsführender Gesellschafter der AV Euromedia GmbH (Verlagsgruppe Georg von Holtzbrinck). Er war Aufsichtsratsmitglied der SAT 1 SatellitenFernsehen GmbH, der Saarbrücker Zeitung und des Otto-Maier-Verlages.
Er war Autor zahlreicher Bücher. Eine Zeitlang trat er unter dem Pseudonym Mercator auf.
Stolze war verheiratet. Er starb 1990 bei einem Autounfall im Kanton Tessin.

## Auszeichnungen
- 1972: Theodor-Wolff-Preis
- 1977: Ludwig-Erhard-Preis für Wirtschaftspublizistik
- 1983: Kommandeur der Ehrenlegion

## Schriften (Auswahl)
- Den Göttern gleich. Unser Leben von morgen. Desch, München u. a. 1959.
- Mach mehr aus deinem Geld. Wie man aus wenig viel und aus viel noch mehr machen kann. Nannen, Hamburg 1961.
- Die dritte Weltmacht. Industrie und Wirtschaft bauen ein neues Europa. Desch, München u. a. 1962.
- Inflation? Furcht und Wirklichkeit. Desch, München u. a. 1963.
- Bleiben wir reich? Die neuen Aufgaben der Wirtschaftspolitik nach dem Ende des Wunders. Desch, München u. a. 1963.
- (Hrsg. mit Michael Jungblut): Der Kapitalismus. Von Manchester bis Wall Street. Texte, Bilder und Dokumente. Desch, München 1969.
- An der Inflation verdienen. Ratgeber für kluge Rechner. Herbig, München 1973,
- Die Zukunft wartet nicht. Aufbruch in die neunziger Jahre. Droemer Knaur, München 1984, ISBN 3-426-26146-4.
- Das Wunder lässt sich wiederholen. Argumente zu aktuellen Fragen der Wirtschaftspolitik. Droemer Knaur, München 1984, ISBN 3-426-03751-3.